# Rudy Rezkallah
Pas d'image ? Cliquez ici

a Compétitions nationales et continentales officielles uniquement.

b Matchs officiels uniquement.
Dernière mise à jour le 22 mars 2018.
Rudy Rezkallah, né le 28 août 1993, est un joueur international algérien de rugby à XV qui évolue au poste de pilier au sein de l'effectif du Stade Rodez Aveyron (1,80 m pour 127 kg).

## Biographie

### En club
- depuis 2015 : Stade Rodez Aveyron

### En équipe nationale
Il a honoré sa première cape internationale en équipe d'Algérie le 4 novembre 2017 contre l'équipe de Zambie lors de la Rugby Africa Bronze Cup en Zambie.[réf. nécessaire]

## Statistiques en équipe nationale
- International algérien : 3 sélections depuis 2017.
- Sélections par année : 3 en 2017.

## Palmarès

### En sélection
- Champion d’Afrique Bronze Cup 2017